# Хачидзе, Иван Назоевич
Иван Назоевич Хачидзе (1897, село Ташискари, Горийский уезд, Тифлисская губерния, Российская империя — неизвестно, село Ташискари, Хашурский район, Грузинская ССР) — звеньевой колхоза «Цители дроша» («Красное знамя») Хашурского района, Грузинская ССР. Герой Социалистического Труда (1950).

## Биография
Родился в 1897 году в крестьянской семье в селе Ташискари Горийского уезда. С раннего возраста трудился виноградарем в личном хозяйстве. В послевоенные годы — звеньевой виноградарей колхоза «Цители дроша» Хашурского района.
В 1949 году звено под его руководством собрало в среднем с каждого гектара по 150 центнера винограда с площади 3 гектара. Указом Президиума Верховного Совета СССР от 25 января 1950 года удостоен звания Героя Социалистического Труда за «получение высокого урожая винограда в 1949 году» с вручением ордена Ленина и золотой медали «Серп и Молот» (№ 4999).
После выхода на пенсию проживал в родном селе Ташискари Хашубского района. С 1968 года — персональный пенсионер союзного значения. Дата смерти не установлена.